# 坎南街道
坎南街道是中华人民共和国江苏省盐城市滨海县下辖的一个街道办事处。
2015年1月9日，江苏省人民政府批复同意撤销东坎镇，以原东坎镇新区、坎南、三里、友好、花园5个居委会和三烈、沙浦、三友、桃李4个村委会区域设立坎南街道办事处，街道办事处驻三里居委会三里油库路48号。

## 行政区划
坎南街道下辖以下村级行政区划单位：
三里社区、花园社区、友好社区、三友村、桃李村、三烈村、沙埔村和新区社区。